# Ausführungsbestimmung
Ausführungsbestimmungen sind Rechtssätze, die die Ausführung von Gesetzen betreffen und seiner Einhaltung dienen. 
Ausführungsbestimmungen in Gestalt von Verwaltungsvorschriften entfalten grundsätzlich keine Außenwirkung gegenüber den Bürgern, sondern sind verwaltungsinterne Regelungen, die Organisation und Handeln der Verwaltung bestimmen. Insoweit bedürfen sie keiner besonderen gesetzlichen Ermächtigung. Dem Gewaltenteilungsgrundsatz ist die Befugnis der Verwaltung inhärent, den Gesetzesvollzug in den Spielräumen von Gesetz und Recht in inhaltlicher, verfahrensmäßiger und organisatorischer Weise intern selbst zu ordnen.
Der Gesetzgeber ist jedoch nicht gehindert, bestimmte Exekutivorgane durch die Verfassung oder durch Gesetz zum Erlass weitergehender Verwaltungsvorschriften zu ermächtigen. Ein Beispiel sind die Ausführungsbestimmungen zu den Vorschriften des Abgeordnetengesetzes aufgrund § 52 AbgG, auf Landesebene etwa die Ausführungsbestimmungen zur Verordnung über die Förderung der privaten und körperschaftlichen Waldwirtschaft des Bayerischen Staatsministeriums für Ernährung, Landwirtschaft, Forsten und Tourismus oder die Ausführungsbestimmungen zum Niedersächsischen Wappengesetz der Niedersächsischen Staatskanzlei.
Durchführungsbestimmungen zu Gesetzen in Gestalt von Rechtsverordnungen sind dagegen Rechtsnormen im materiellen Sinn. Sie bedürfen gem. Art. 80 Abs. 1 Satz 1 einer ausdrücklichen gesetzlichen Ermächtigung. Ein Beispiel sind die aufgrund des Bundes-Immissionsschutzgesetzes erlassenen Verordnungen zur Durchführung des Bundes-Immissionsschutzgesetzes (BImschV).
Führen die Länder die Bundesgesetze als eigene Angelegenheit aus, so regeln sie die Einrichtung der Behörden und das Verwaltungsverfahren (Art. 84 Abs. 1 Satz 1 GG). Die entsprechenden Vorschriften werden von den Bundesländern in Gestalt von Landesgesetzen erlassen (Art. 83 ff. GG). Ein Beispiel sind die Ausführungsgesetze zum KJHG. Die Bundesregierung kann mit Zustimmung des Bundesrates auch allgemeine Verwaltungsvorschriften erlassen (Art. 84 Abs. 2 GG), obwohl die Landesbehörden der Bundesregierung nicht nachgeordnet sind.